# Official Nintendo Magazine
Official Nintendo Magazine — ежемесячный британский и австралийский журнал, посвящённый видеоиграм, выходящих для консолей Wii U,  Nintendo 3DS, Wii и Nintendo DS.

## О журнале
Первоначально издателем журнала была медиакомпания Emap International Limited; тогда он носил название Nintendo Magazine System и специализировался на консолях Nintendo Entertainment System, Super Nintendo Entertainment System, Game Boy и играм к ним. Затем журнал был переименован в Nintendo Magazine. Компания Emap International Limited в течение 12 лет была публикатором издания, однако в 2006 году правообладателем  Nintendo Magazine стала Future plc. С этого времени журнал выпускается в Великобритании под названием  Official Nintendo Magazine. С ноября 2008 журнал издаётся в Австралии и Новой Зеландии.
В начале 2011 года у Official Nintendo Magazine появился блог, авторами которого являются Колетт Барр, Марти Беннетт, Крис Рок и Джон Векинис. Они обсуждают высказывают своё мнение по поводу новинок Nintendo и видеоигр в целом.
В марте 2011, в связи с началом продаж новой игровой консоли Nintendo 3DS, британская версия журнала претерпела изменения; изменился дизайн, появились новые разделы и рубрики. Первый обновлённый номер Official Nintendo Magazine вышел под заголовком «3D без очков». В ноябре 2012 года у журнала вновь поменялся дизайн. Связано это было с релизом Wii U.
Последний номер журнала вышел 14 октября 2014 года, после чего он прекратил своё существование, а работавшие над ним сотрудники были распределены по другим проектам.

### Рубрики журнала
- General — новости о вышедших играх, интервью и т.д.
- Number Crunch — новости за прошедший месяц.
- Global — новости со всего мира, связанные с Nintendo.
- Opinion — мнения редактора по поводу какого-либо спорного вопроса среди геймеров.
- To Do List — ожидаемые события в игровом мире.
- Hotlist — главные события в мире Nintendo в текущем месяце.
- ONM 10 — десятка лучших игр за месяц.
- In a Word  — обзор писем и сообщений на форуме Official Nintendo Magazine от читателей журнала. Автор лучшего письма получает приз.
- My Collection — небольшие интервью с геймерами.
- The Gallery — фотографии и картинки, отправляемые читателями.
- Features — статьи об интересных фактах, связанных с играми.
- Previews — превью предстоящих релизов.
- Reviews — обзоры вышедших игр.
- Round up — обзор худших игр месяца.
- Download — обзор лучшего загружаемого контента для игровых консолей Nintendo.
- Game Guides — руководства по прохождению игр.
- Replay — обзор ретро-игр.
- Rated Wii — 20 лучших игр для Wii.
- Rated DS  — 20 лучших игр для DS.
- Rated Wii Virtual Console — 25 лучших игр для Virtual Console.
- Rated WiiWare — 15 лучших WiiWare-игр.
- Rated DSiWare  — 15 лучших DSiWare-игр.

Дополнительные разделы британского издания: 
- Top Tweets — лучшие сообщения в Твиттере.
- Text the Editor — лучшие письма, отправленные в редакцию.
- Web Forum Poll — результаты опросов и голосований на интернет-форумах.
- Cover Versions — самые активные участники интернет-форумов.
- Golden Goombas — лучшие темы на интернет-форумах.
- Challenges — обсуждение самых продаваемых и популярных игр
- Back Page — статьи, касающиеся новведений в журнале.

### Система оценивания
Для оценивания новых игр в Official Nintendo Magazine действует система подсчёта очков в процентах. Она выглядит следующим образом:
- 0-29% = Гадость
- 30-49% = Муть
- 50-69% = С недостатками
- 70-79% = Бронза
- 80-89% = Серебро
- 90-100% = Золото

Наиболее высоко редакторами были оценены игры The Legend of Zelda: Ocarina of Time 3D, The Legend of Zelda: Skyward Sword, Super Mario Galaxy, Super Mario Galaxy 2 и The Legend of Zelda: Twilight Princess.  Самой худшей игрой была признана Discolight.

### Редакторы и сотрудники
- Чандра Нэйр — главный редактор (Nintendo Projects)
- Мэттью Кэсл — редактор
- Гэвин Мерфи — Nintendo ТV
- Томас Уэст — онлайн-редактор
- Джо Скреблес — штатный сотрудник
- Люк Пестилл — дизайнер
- Корнел Ламберт — технический директор
- Эндрю Тейлор — программист
- Ли Наттер — издатель
- Джон Хоулиан — менеджер CVG

Блогеры:
- Колетт Барр
- Марти Беннетт
- Оливия Коттрелл
- Джо Меррик (основатель Serebii.net )
- Джон Векинис
- Марк Заблотни